# 桂広澄
桂 広澄（かつら ひろずみ）は、戦国時代（室町時代後期）の武将。毛利氏の家臣。桂城主。受領名は左衛門尉。坂広明の子。

## 生涯
毛利氏の一族で毛利宗家の執政を務めた坂氏の嫡流筋である坂広明の子として生まれるが、分家して安芸国桂村に居住し、桂姓を名乗るようになった。なお、執政職は広澄の叔父である坂広時、ついで坂一族傍流の志道広良が務めている。
大永2年（1522年）に一族の坂広時が失脚した際に連座したためか、その前後には嫡男・元澄へ家督を譲ったと見られ、大永3年（1523年）に毛利元就が毛利氏の家督を相続した際に起請文に署名した宿老15人の中には元澄の名はあるものの、広澄の名は無い。
大永4年（1524年）に一族の坂広秀が元就の弟である相合元綱を擁して元就に謀反を起こして誅殺されると、広澄は謀反には無関係であったが、坂一族の嫡流として一門の責任をとるため、元就の制止を振り切って自害した。この時、子の元澄らも桂城に籠もって自害しようとしたが、元就の懇願もあって思いとどまり、以後も桂氏は毛利家重臣として存続することになった。

## 関連作品
テレビドラマ
- 『毛利元就』（1997年、NHK大河ドラマ、演：草刈正雄）